# گودمن گلوبال
گودمن گلوبال (انگلیسی: Goodman Global) شرکت مهندسی آمریکایی است، که در سال ۱۹۷۵ تأسیس شد. 